# Campiglossa femorata
Campiglossa femorata är en tvåvingeart som beskrevs av Wang 1996. Campiglossa femorata ingår i släktet Campiglossa och familjen borrflugor. Inga underarter finns listade.